# Суперкубок Чехии по футболу
Суперкубок Чехии по футболу (чеш. Český Superpohár) — кубок, в котором играли чемпион предыдущего сезона и обладатель Кубка. Организовывался Футбольной ассоциацией Чехии. Спонсировался фирмой «Synot Tip», поэтому также официально назывался Synot Tip Supercup. Разыгрывался в период с 2010 года по 2015 год. Матч проводились на домашнем стадионе чемпиона Чехии.
В настоящий момент вместо Суперкубка Чехии с 2017 года проводится Чехо-словацкий Суперкубок.

## Матчи
| Год  | Чемпион          | Обладатель кубка | Счёт               |
| ---- | ---------------- | ---------------- | ------------------ |
| 2010 | Спарта Прага     | Виктория Пльзень | 1 : 0              |
| 2011 | Виктория Пльзень | Млада-Болеслав   | 1 : 1 (4 : 2 пен.) |
| 2012 | Слован Либерец   | Сигма Оломоуц    | 0 : 2              |
| 2013 | Виктория Пльзень | Баумит Яблонец   | 2 : 3              |
| 2014 | Спарта Прага     | Виктория Пльзень | 3 : 0              |
| 2015 | Виктория Пльзень | Слован Либерец   | 2 : 1              |

## Лучшие клубы
| Клуб             | Побед | Год        |
| ---------------- | ----- | ---------- |
| Виктория Пльзень | 2     | 2011, 2015 |
| Спарта Прага     | 2     | 2010, 2014 |
| Яблонец          | 1     | 2013       |
| Сигма Оломоуц    | 1     | 2012       |